# Kosteantînivka, Koriukivka
Kosteantînivka (în ucraineană Костянтинівка) este un sat în comuna Prîbîn din raionul Koriukivka, regiunea Cernihiv, Ucraina.

## Demografie
Componența lingvistică a localității Kosteantînivka
     Ucraineană (100%)
Conform recensământului din 2001, toată populația localității Kosteantînivka era vorbitoare de ucraineană (100%).